# Reginald Goss-Custard

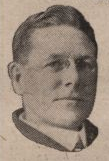
Reginald Goss-Custard, zirka 1925

Edward Reginald Herbert Goss-Custard (* 29. März 1877 in St Leonards-on-Sea; † 13. Juni 1956) war ein englischer Organist und Komponist.
Der Bruder des Organisten Harry Goss-Custard erwarb seine musikalische Ausbildung weitgehend autodidaktisch. Er hatte mehrere Organistenstellen in London inne und gab Konzerte im Bishopsgate Institute. Unter anderem komponierte er Werke wie Chelsea Fayre, eine Elégie, ein Idyll, einen Marsch in F, eine Fantasia in F und eine Serenade in A für die Orgel und schrieb Orgelarrangements u. a. von Tschaikowskis „Der Nussknacker“ sowie der Ouvertüren zu Beethovens „Egmont“, Bizets „Carmen“, Hérolds „Zampa“, Mozarts „Le nozze di Figaro“ und Suppés „Dichter und Bauer“.